# Электросварка мягких тканей
Электросварки мягких тканей — способ соединения мягких тканей при хирургическом вмешательстве с помощью высокочастотного электрического тока.
Метод используется в клиниках Украины и России. С использованием этого метода проведено более 80 000 операций. За изобретение метода коллектив авторов был отмечено Государственной премией Украины в области науки и техники (2004).

## Изобретение и применение
Способ электросварки мягких тканей был предложен Институтом электросварки им. Е. О. Патона НАН Украины. Идея разработки принадлежит академику Борису Патону, под руководством которого работает коллектив специалистов инженерного и медицинского профиля. По его инициативе в 1993 году сотрудники Института электросварки совместно с хирургами Института клинической и экспериментальной хирургии (ныне — Институт хирургии и трансплантологии) и больницы «Охматдет» провели эксперименты, которые подтвердили принципиальную возможность получения сварного соединения различных мягких тканей животных способом биполярной коагуляции. Начались исследования этой технологии в экспериментальном отделе Института хирургии и трансплантологии в 1992 году.
В дальнейшем проект «Сварка мягких живых тканей» стал одним из двух приоритетных направлений деятельности Международной ассоциации «Сварка» (МАЗ) основанной в 1991 при Институте электросварки. В 1996 году, согласно программе МАЗ, организован международный коллектив с участием украинских специалистов и американской финансовой компании Consortium Service Management Group, Inc (CSMG). В 1997 году украинские специалисты впервые продемонстрировали хирургические операции с применением электросварки мягкие тканей на животных в США. В 1998 году в Киеве в госпитале Военно-медицинского управления СБУ начато эксперименты по сварке тканей человека с использованием сварочно-медицинского оборудования, разработанного и изготовленного в Институте электросварки.
Совокупность экспериментов на контрольной группе животных (свиньях), а также на удаленных и извлекаемые органах человека по применению сварочной технологии в общей хирургии, показавших воспроизводимость получения положительных результатов, служила основанием для издания Министерством здравоохранения Украины свидетельства о государственной регистрации применения сварочного оборудования в медицинской практике на 2001—2004, 2005—2010 и 2011—2015 годы (№ 9613/2010). Это позволило провести освоение способов сварки мягких тканей в более 80 клиниках Украины и России для применения в различных отраслях общей и малоинвазивной хирургии, а также разработать более 130 методик оперативного вмешательства. На сегодня по этой технологии было проведено более 80 000 операций на различных органах человека. Технология разрешена к клиническому использованию в России, на Украине, в Белоруссии и др. странах.
В 2004 году коллективу авторов проекта во главе с академиком Борисом Патоном была присуждена Государственная премия Украины в области науки и техники.

## Примеры операций на человеке
С использованием электросварочной технологии в клинических условиях могут быть проведены следующие операции:
- пластик маточных труб;
- получение прочного соединения с совершенной герметичностью при закрытии просвета в мочеточнике ;
- наложения шва на желудок без угрозы попадания его содержания в живот;
- герметичная сварка кишки;
- восстановление непрерывности слизистой носовой перегородки;
- удаление гланд;
- косметические операции на молочных железах, нижних и верхних конечностях.

## Принципы действия
Схематично процесс сварки мягких тканей состоит из:
- соединяемые слои ткани накладывают друг на друга поверхностными слоями;
- хирург сжимает свариваемый участок ткани электродами сварочного инструмента и включает источник тока;
- после выполнения программы управления процессом сварки и отключения энергии, захваченная ткань освобождается, а процесс повторяется до полного закрытия раны.

Образование сварного соединения базируется на эффекте электротермической денатурации белковых молекул. При воздействии электротока невысокого напряжения частично разрушаются клеточные мембраны, в результате чего выделяется белковая жидкость. За счет коагуляции (свертывания) белка ткани слипаются — «свариваются». Через некоторое время морфологическая структура ткани восстанавливается, поэтому рубца в привычном понимании этого слова на прооперированном органе не остается.
Чтобы восстановление органа проходило быстро и не несло осложнений, тепловое вложение должно быть минимальным, но достаточным для образования соединения. В связи с этим требования к управлению процессом сварки значительно повышаются. Для упрощения задачи хирурга в управлении процессом сварки создана система автоматического управления. Температура в зоне сварки — 60—70 °C.
В результате проведенных экспериментов были отобраны методы применения сварочной технологии в операциях на свиньях:
- соединение с помощью биполярного сварочного пинцета продольных разрезов участка толстой кишки точечным сварным швом с достижением полной герметичности;
- формирование циркулярного анастомоза толстой кишки (полная герметичность сварного шва подтверждена послеоперационным вскрытием за три месяца эксперимента)
- герметичное сварное соединение продольного разреза желчного пузыря — сформирован точечный сварной шов длиной 6—7 мм.

Клинически этот способ нашел применение, как в хирургической эндоскопии, так и в лапароскопии.

## Аппаратура
Для использования электрической сварки мягких живых тканей Международная ассоциация «Сварка» разработала аппарат ЕК-300М1  .

## Сравнение с другими хирургическими методами
По сравнению с традиционными методами хирургии использования электросварки позволяет сократить время операции (в некоторых случаях — до 60 мин) и потери крови (на 200—300 мл). Швы после сварки легче заживают, в совокупности это все приводит к уменьшению расходов на лекарственные препараты, в том числе на наркотические средства.
В отличие от традиционной хирургии, метод сварки не требует шовного материала, скоб, клипс и сшивающих аппаратов, поскольку соединение происходит благодаря «родном» материалу свариваемого органа с помощью специального оборудования. Места швов при использовании метода электросварки легко заживают, о что свидетельствует о сложности их нахождения при вскрытии через месяц после операции. По словам Юрия Фурманова, месячные рубцы на прооперированном кишечнике «очень тонкие и практически незаметны». Во многих случаях это имеет ключевое значение, поскольку причиной многих неудач при традиционных операциях является вызванный рубцеванием швов стеноз — сужение отверстия трубчатых органов.
Отсутствие шовных материалов в месте операции в свою очередь затрудняет возникновение воспалительного процесса и угрозы возникновения инфекций. При применении сварочной технологии, по свидетельству хирургов, не зафиксировано ни одного случая послеоперационных осложнений; достигается полная герметизация соединения в месте сварного шва и обеспечивается асептичность. В то же время метод сварки позволяет экономить на шовных материалах.
Большое преимущество электросварки дает в лапароскопии, поскольку в этом случае наложить швы гораздо сложнее, чем в открытой хирургии.

## Сравнение с процессом коагуляции
Другой широко распространенный метод высокочастотной электрохирургии — процесс коагуляции — вызывает ожог и омертвение ткани в месте нагрева, в то время как электросварки наносит значительно меньше травмирование тканей и отсутствие ожогов. Это подтверждено морфологическими исследованиями, а также отсутствием в процессе сварки выделения дыма в и неприятного запаха. Это положительно сказывается как на здоровье пациента, так и хирурга, особенно в работе с инфицированными. Значительно меньше травм также способствует более быстрому и легкому заживлению тканей прооперированного органа, восстановлению его морфологической структуры и функций.
Процесс коагуляции используется также в первую очередь для вскрытия и остановки кровотечения, зато электросваркой достигается соединение слоев ткани и образования швов, которые легко заживают.

## Сравнение с ультразвуковой хирургией
В некоторых случаях (например, в операциях на печени) электросварка позволяет заменить дорогие и сложные в обращении ультразвуковые скальпели.

## Перспективы использования
Благодаря международному проекту «Сварка мягких живых тканей» электросварка тканей сегодня используется в некоторых современных клиниках Украины. В то же время, технология имеет широкие перспективы по ее применению в гинекологии, урологии, торакальной хирургии, офтальмологии, онкологии и др.
Планируется сертифицировать и производить аппараты для сварки живых ткани в Китае. Этим направлением, в частности, занимается Китайско-украинский институт сварки им. Е. О. Патона, созданный в 2011 году.